# Tapís dels Jurats
El Tapís dels Jurats és un tapís fet amb llana procedent de l'Església de Sant Feliu de Girona, datat de l'any 1535, que actualment es troba exposat al Museu d'Història de Girona. S'hi pot observar l'escut de la ciutat de Girona així com també diferents motius florals i geomètrics.